# Tipula dietziana
Tipula dietziana är en tvåvingeart som beskrevs av Alexander 1915. Tipula dietziana ingår i släktet Tipula och familjen storharkrankar. Inga underarter finns listade i Catalogue of Life.